# Rodolfo Pacheco
Rodolfo Pacheco Ayala (ur. 7 maja 1979 w mieście Meksyk) – meksykański piłkarz występujący na pozycji obrońcy.

## Kariera klubowa
Pacheco pochodzi ze stołecznego miasta Meksyk i jest wychowankiem tamtejszego zespołu Pumas UNAM, do którego seniorskiej drużyny został włączony przez szkoleniowca Miguela Mejíę Baróna. W meksykańskiej Primera División zadebiutował jednak za kadencji trenera Rafaela Amadora, 16 października 1999 w zremisowanym 3:3 spotkaniu z Necaxą. Był to zarazem jego jedyny występ w najwyższej klasie rozgrywkowej.

## Kariera reprezentacyjna
W 1999 roku Pacheco został powołany przez selekcjonera Jesúsa del Muro do reprezentacji Meksyku U-20 na Młodzieżowe Mistrzostwa Świata w Nigerii. Był wówczas rezerwowym zawodnikiem drużyny i wystąpił w dwóch spotkaniach, nie strzelając bramki. Meksykanie zakończyli swój udział w turnieju w ćwierćfinale.